# Tricrania murrayi
Tricrania murrayi är en skalbaggsart som beskrevs av Leconte 1860. Tricrania murrayi ingår i släktet Tricrania och familjen oljebaggar. Inga underarter finns listade i Catalogue of Life.